# L'enfant et la vie familiale sous l'Ancien Régime
L'enfant et la vie familiale sous l'Ancien Régime de Philippe Ariès, publié en 1960, est une étude historique consacrée à l'évolution de la famille et de la place de l'enfant dans la société, principalement du Moyen Âge jusqu'à l'époque moderne.
Ce livre fait date dans l’historiographie française car il fut novateur, en premier lieu, par son sujet — l’enfant — qui n’avait pas jusque-là été un sujet d’étude historique. Il innova également par la variété des sources et matériaux étudiés : données statistiques, littérature, œuvres d’art…
L'auteur résume lui-même son travail dans la préface d'une édition de 1973 en indiquant ses deux thèses principales :
- La première concerne la place de l'enfant et la fonction de la famille dans la société traditionnelle, à savoir celle remontant au Moyen Âge : la durée de l'enfance est réduite à la période où l'individu est dépendant, lorsqu'il ne parvient pas à subvenir lui-même à ses besoins. En ce qui concerne sa socialisation, elle n'est pas avant tout assurée par la famille (« l'enfant s'éloignait vite de ses parents »[2] écrit Ariès) qui n'a d'ailleurs pas de fonction affective (même si les sentiments peuvent être présents). Ce sont en effet d'autres milieux tels que les voisins, amis, serviteurs, et surtout l'apprentissage qui socialisent l'individu.
- La seconde thèse discute des mêmes thèmes mais cette fois-ci pour les sociétés industrielles : pour Ariès, au moins à partir du XVIIe siècle, l'école se substitue à l'apprentissage et l'enfant est donc séparé des adultes. La famille se centre donc sur l'enfant et joue nécessairement un rôle affectif. Une des conséquences de ce que l'auteur appelle cette « révolution sentimentale » est la réduction du nombre d'enfants, visible dès le XVIIIe siècle avec la seconde phase de la transition démographique.

Traduit dans de nombreuses langues, l'ouvrage a fait également l'objet de critiques et même de remises en cause totales des thèses avancées par Ariès.

## Résumé

### Première partie: le sentiment de l'enfance

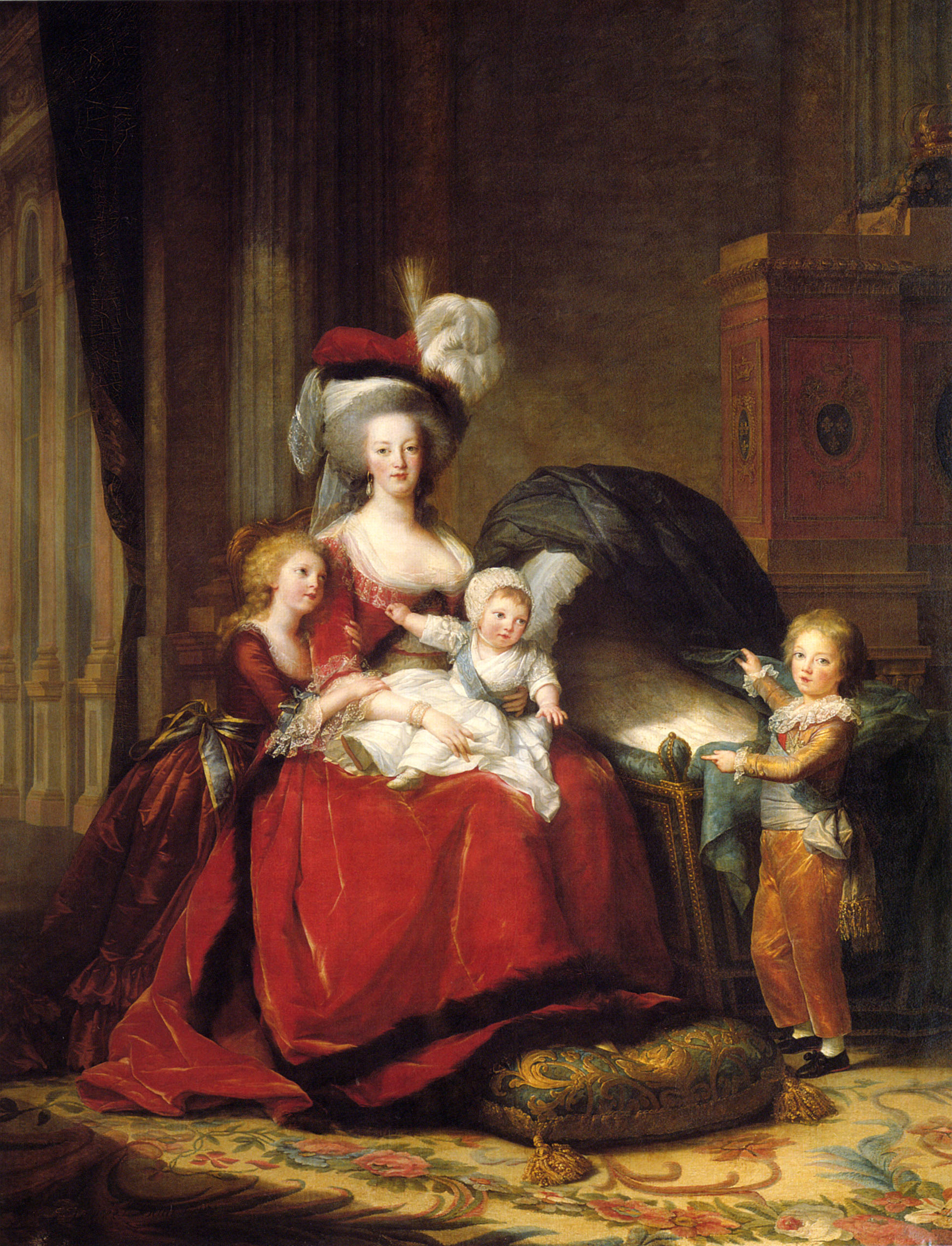
Élisabeth Vigée-Lebrun, Marie Antoinette et ses enfants.

Dans le premier chapitre (« Les âges de la vie »), Ariès livre une histoire du terme enfance qui, au Moyen Âge, loin de son sens actuel, définit avant tout un rapport de dépendance. Les termes « adolescence », « enfance » et « jeunesse » dans la langue française ne désignent alors pas des âges bien définis comme aujourd'hui. L'enfance n'est pas seulement une période de la vie, mais désigne avant tout une condition sociale basse (un serviteur, par exemple, sera appelé un « petit garçon »). La différenciation selon l'âge par des termes appropriés (marmots, bébé, adolescent, bambin) n'apparait qu'au XVIIe siècle, notamment avec Port-Royal des Champs, et se prolonge jusqu'au XIXe siècle. Le chapitre 2 décrit comme son titre l'indique « la découverte de l'enfance » qui est tout d'abord visible dans les œuvres d'art. Jusqu'à la fin du XIIIe siècle, les artistes représentent peu les enfants ou bien ils les donnent à voir avec des attributs corporels d'adultes. Puis, à partir du XIVe siècle, l'iconographie religieuse de l'enfant se multiplie (l'enfance de Jésus, celle de la Vierge, les anges, etc.) suivie au XVe  et au XVIe siècle d'une iconographie laïque (enfant à l'école, enfant dans la famille, etc.). L'analyse porte ensuite sur les sentiments vis-à-vis des décès d'enfants. Ariès, notamment en utilisant un témoignage de Montaigne qui dit avoir perdu « deux ou trois enfants en nourrice, non sans regrets, mais sans fâcherie », avance l'idée que le décès d'un enfant en bas âge laisse beaucoup plus indifférent qu'aujourd'hui. Au XVIe et au XVIIe siècle, même si le taux de mortalité infantile reste élevé, la sensibilité évolue : sur les effigies funéraires, le portrait de l'enfant est de plus en plus présent, d'abord représenté à côté de ses parents puis à part entière. Enfin, Ariès fait remarquer la mode qui apparaît au XVIe siècle pour la représentation du putto, témoignant là encore « d'un large mouvement d'intérêt en faveur de l'enfance ».
L'historien tente ensuite de montrer la véracité de sa thèse dans le troisième chapitre (« l'habit des enfants ») en analysant les changements vestimentaires. Au Moyen Âge, rien ne sépare les vêtements de ce que l'on appellerait aujourd'hui l'enfant et de l'adulte. Tandis qu'au XVIIe siècle, d'abord dans les couches sociales supérieures et pour les garçons, qui les premiers fréquentent l'école, (Ariès prenant pour exemple l'habillement du jeune Louis XIII) l'enfant ne s'habille plus comme l'adulte. L'analyse des jeux du chapitre suivant conforte cette idée d'une séparation progressive de l'enfance du monde des adultes. Les jeux considérés aujourd'hui comme exclusivement puérils, notamment de poupées ou le jeu du cerceau, ne sont en effet réservés à l'enfance qu'après le Moyen Âge et là encore d'abord pour les classes les plus élevés dans la hiérarchie sociale ; à l'inverse les jeux de hasard, aujourd'hui pour adultes, n'excluent pas les jeunes gens. Le chapitre « de l'impudeur à l'innocence » démontre quant à lui que les allusions à la sexualité devant l'enfant n'étaient pas prohibées jusqu'à ce qu'il atteigne un certain âge ; un mouvement éducatif naît au XVIe siècle et s'amplifie par la suite qui cherche à les « préserver des souillures de la vie » notamment au moyen d'une littérature spécialisée.

Ainsi, dans la société médiévale, que Philippe Ariès prend pour point de départ, le sentiment de l'enfance n'existe pas ; ce qui ne signifie pas que les enfants étaient négligés, abandonnés, ou méprisés. Mais il n'y a pas conscience d'une particularité enfantine, cette particularité qui distingue essentiellement l'enfant de l'adulte, même jeune. Dès que l'enfant franchit cette période de forte mortalité où sa survie est peu probable, il se confond avec les adultes. Il écrit ainsi : 

« Au Moyen Âge, au début des temps modernes, longtemps encore dans les classes populaires, les enfants étaient confondus avec les adultes, dès qu'on les estimait capables de se passer de l'aide des mères ou des nourrices, peu d'années après un tardif sevrage, à partir de sept ans environ ; dès ce moment, ils entraient d'emblée dans la grande communauté des hommes. »

— Philippe Ariès

### Deuxième partie: la vie scolastique
L'instauration et le développement du collège du XVe au XVIIIe siècle accompagne et renforce cette mise à l'écart des enfants. Alors qu'à l'école médiévale, Ariès note une « indifférence à l'égard de l'âge » des écoliers, une répugnance s'instaure peu à peu à laisser les plus petits avec les grands. La distinction des classes selon l'âge est de plus en plus forte jusqu'au XIXe siècle, séparant les enfants des adultes. Par ailleurs, le maître de l'école latine du Moyen Âge ne conditionne pas la vie des écoliers qui échappent à son autorité dès la fin de la leçon ; c'est alors la camaraderie qui règle la vie quotidienne de l'élève. L'époque moderne se caractérise au contraire par l'instauration d'une discipline et d'un commandement du maître qui a lors une véritable responsabilité morale vis-à-vis des élèves. Sous l'impulsion de penseurs et de moralistes exerçant des fonctions d’Église et d’État (notamment les jansénistes et les jésuites), l'école va avoir pour rôle de formation morale et sociale envers le futur adulte. En parallèle, note Ariès, le collège recrute de plus en plus et devient une institution essentielle, même si pendant longtemps, les filles ainsi que les classes populaires, en restent majoritairement exclues.

### Troisième partie: la famille
En analysant les iconographies profanes du Moyen Âge, Ariès montre que c'est avant tout le thème des métiers « signe de la valeur sentimentale qu'on lui accordait » ainsi que les scènes se déroulant en plein air qui y sont représentées. Suivent notamment au XVIe siècle des évolutions significatives : il y a une apparition progressive de l'image de la femme, de l'enfant et plus généralement de la famille et les scènes intérieures sont beaucoup plus fréquentes, signe pour l'historien de la « tendance nouvelle du sentiment désormais tourné vers la vie privée ». Au XVIIe siècle, les scènes de la vie quotidienne se développent, notamment avec des représentations centrées sur les enfants. Les traités de morales, notamment celui de Jean-Baptiste de La Salle révèlent aussi l'importance nouvelle pour Ariès des devoirs des parents envers les enfants et les scènes de la vie biblique mettent en avant la vie familiale.
Reprenant notamment les travaux de Georges Duby sur la société médiévale, Ariès affirme que c'est bien le sentiment du lignage, et non celui la famille, qui prenait énormément d'importance entre le XIe et le XIIIe siècle. La distance entre l'enfant et ses parents pendant le Moyen Âge est confirmé pour Ariès par l'existence répandue de contrats de louage qui consiste à placer l'enfant très jeune dans une autre famille où il exerce la fonction de serviteur. Plus généralement, la socialisation est assurée par la « participation familière des enfants à la vie adulte ». Ceux-ci sont socialisés notamment dans la rue (beaucoup plus densément occupée) mais aussi dans les « grandes maisons » du XVe au XVIIe siècle qui appartiennent aux familles les plus riches mais qui regroupent tout un ensemble d'individus sans lien de parenté (serviteur, clerc, commis, apprentis, etc.) dont la configuration des pièces, sans spécialisation et sans séparation public/intime empêche le developpement d'un sentiment familial. Ainsi, Ariès ne nie pas l'existence de la famille, mais affirme que celle-ci correspondait bien moins qu'aujourd'hui à une réalité sentimentale. C'est à partir du XVe siècle que commence une « révolution profonde et lente » avec l'extension de la fréquentation scolaire : l'éducation se fait de plus en plus par l'école. Or, l'écolier n'est pas aussi éloigné de sa famille que l'apprenti l'était auparavant, ce qui encourage la création de sentiments familiaux semblables à ceux de la famille moderne . Ariès montre qu’à partir de la fin du XVIIe siècle, une évolution s’amorce, s’accélère et se généralise à partir des années 1760. On prit progressivement en compte l’enfance en même temps que l’amour maternel se développait. Le recul de la mortalité, entraîna les débuts du contrôle des naissances, une véritable révolution démographique au XVIIIe siècle. Ce fut l’apparition de la famille moderne, désirant moins d’enfants pour mieux les éduquer et leur assurer un avenir.
Ainsi, Ariès explique l'importance donnée à l'enfant dans notre société contemporaine par le fait que la mortalité et la fécondité ayant baissé, la nucléarisation de la famille autour d'un enfant au potentiel de vie favorable s’est renforcée. Il n'y a pas dans cette thèse de notion de rupture avec les anciennes traditions, mais seulement une évolution des mentalités, qui, faisant le lien entre mortalité et importance de l’enfant, prépare l'étude d'Ariès sur la mort

## Éloges et critiques
Publié en France en 1960, l’ouvrage passa presque inaperçu, mais une fois traduit en anglais, il rencontra un large succès aux États-Unis, ce qui assit l’autorité internationale de son auteur. Il fut très apprécié par les spécialistes des sciences humaines, mais fut aussi critiqué en ce qu'il niait tout sentiment de l’enfance au Moyen Âge, situant l’apparition de l’amour maternel au XVIIIe siècle alors qu’il n’y aurait eu qu’évolution. Dans la préface de la réédition du livre en 1973, Philippe Ariès répondit à la critique en nuançant certaines de ses affirmations concernant l’amour maternel et l’amour conjugal tout en réaffirmant l’essentiel de ses thèses de 1960.
« L'influence, directe ou indirecte, de ce livre sur les historiens d'aujourd'hui reste considérable, qu'ils en aient conscience ou non » soulignait l'historien François Lebrun.
Toutefois, la thèse de Philippe Ariès a, depuis sa parution, été mise en cause à de nombreuses reprises, et même directement réfutée, par les travaux de différents historiens (Geoffrey Elton, Shulamith Shahar, Pierre Riché et Danièle Alexandre-Bidon, Nicholas Orme, Journal of Sport History, Vol. 18, n°2 (été 1991), Mark Golden, Reidar Aasgaard)[réf. nécessaire]. L'historien médiéviste britannique Nicholas Orme s'inscrit explicitement en faux contre la thèse d'Ariès dans l'introduction de son ouvrage de 2001, Medieval Children, allant jusqu'à écrire : « Les conceptions d'Ariès étaient erronées ; pas simplement dans le détail mais dans leur essence. Il est temps de les enterrer ».

## Pour approfondir